# Ligne J du métro de New York
 (janvier 2022).
Si vous disposez d'ouvrages ou d'articles de référence ou si vous connaissez des sites web de qualité traitant du thème abordé ici, merci de compléter l'article en donnant les références utiles à sa vérifiabilité et en les liant à la section « Notes et références ».
Pour les articles homonymes, voir Ligne J.
La J Nassau Street Local est une ligne (au sens de desserte ou service en anglais) du métro de New York. Sa couleur est le marron étant donné qu'elle circule sur la BMT Nassau Street Line sur la majorité de son tracé à Manhattan. Elle est issue du réseau de l'ancienne Brooklyn-Manhattan Transit Corporation (BMT), rattachée à la Division B et compte 30 stations. Tout comme la ligne Z qui suit le même parcours, elle utilise l'intégralité de l'Archer Avenue Line et de la BMT Jamaica Line, et rentre dans Manhattan via le pont de Williamsburg pour emprunter la BMT Nassau Street Line. Dans la nomenclature du métro, elle est ainsi parfois regroupée avec la Z Nassau Street Express sous le terme de desserte J/Z.

## Caractéristiques

### Stations
| Légende | Légende                                                   |
| ------- | --------------------------------------------------------- |
|         | Sert toujours cette station                               |
|         | Sert toujours cette station, sauf la nuit                 |
|         | Service limité                                            |
|         | Sert cette station durant la nuit                         |
|         | Sert toujours cette station, sauf aux heures de pointe    |
|         | Sert cette station durant les heures de points            |
|         | Sert cette station durant la semaine                      |
|         | Sert cette station durant la nuit et les fins de semaines |
|         | Sert cette station durant les fins de semaines            |

|           | Station                             | Horaires                                             | Correspondances                                 |
| --------- | ----------------------------------- | ---------------------------------------------------- | ----------------------------------------------- |
| Queens    |                                     |                                                      |                                                 |
|           | Jamaica Center – Parsons/Archer     | Toujours                                             | (E) · (Z)                                       |
|           | Sutphin Boulevard/Archer Avenue-JFK | Toujours                                             | LIRR, AirTrain JFK                              |
|           | 121st Street                        | Toujours sauf heures de pointe                       | (Z)                                             |
|           | 111th Street                        | Toujours                                             |                                                 |
|           | 104th Street                        | Toujours sauf heures de pointe                       | (Z)                                             |
|           | Woodhaven Boulevard                 | Toujours                                             | (Z)                                             |
|           | 85th Street-Forest Parkway          | Toujours                                             |                                                 |
|           | 75th Street-Elderts Lane            | Toujours sauf heures de pointe                       | (Z)                                             |
| Brooklyn  |                                     |                                                      |                                                 |
|           | Cypress Hills                       | Toujours                                             |                                                 |
|           | Crescent Street                     | Toujours                                             | (Z)                                             |
|           | Norwood Avenue                      | Toujours sauf heures de pointe                       | (Z)                                             |
|           | Cleveland Street                    | Toujours                                             |                                                 |
|           | Van Siclen Avenue                   | Toujours sauf heures de pointe                       | (Z)                                             |
|           | Alabama Avenue                      | Toujours                                             | (Z)                                             |
|           | Broadway Junction                   | Toujours                                             | (Z)                                             |
|           | Chauncey Street                     | Toujours sauf heures de pointe                       | (Z)                                             |
|           | Halsey Street                       | Toujours                                             |                                                 |
|           | Gates Avenue                        | Toujours sauf heures de pointe                       | (Z)                                             |
|           | Kosciuszko Street                   | Toujours                                             |                                                 |
|           | Myrtle Avenue                       | Toujours                                             | (M) · (Z)                                       |
|           | Flushing Avenue                     | Toujours sauf heures de pointe (direction encombrée) | (M)                                             |
|           | Lorimer Street                      | Toujours sauf heures de pointe (direction encombrée) | (M)                                             |
|           | Hewes Street                        | Toujours sauf heures de pointe (direction encombrée) | (M)                                             |
|           | Marcy Avenue                        | Toujours                                             | (M) · (Z)                                       |
| Manhattan |                                     |                                                      |                                                 |
|           | Essex Street                        | Toujours                                             | (M) · (Z) · (F)                                 |
|           | Bowery                              | Toujours                                             | (Z)                                             |
|           | Canal Street                        | Toujours                                             | (Z) · (4) · (6) · (<6>) · (N) · (Q) · (R) · (W) |
|           | Chambers Street                     | Toujours                                             | (Z) · (4) · (5) · (6) · (<6>)                   |
|           | Fulton Street                       | Toujours                                             | (Z) · (2) · (3) · (4) · (5) · (A) · (C)         |
|           | Broad Street                        | Toujours                                             | (Z)                                             |

## Exploitation
La ligne J fonctionne en continu, mais son parcours diffère entre la semaine et le weekend. En semaine, elle circule entre la station de Jamaica Center – Parsons/Archer dans le Queens et Broad Street à Manhattan, tandis que le weekend, son terminus devient Chambers Street, toujours à Manhattan. En outre, elle est express en semaine entre Myrtle Avenue et Marcy Avenue, sautant ainsi trois stations. Pendant les heures de pointe, la J et la Z fonctionnent en skip-stop dans la direction la plus encombrée à l'est de Myrtle Avenue, les métros Z venant compléter la desserte J entre Myrtle Avenue et Broad Street.

## Identité visuelle

Ancien icône de la ligne QJ, de 1967 jusqu'en 1976.
Ancien icône de la ligne JJ, de 1967 jusqu'en 1973.
Ancien icône de la ligne J, de 1973 jusqu'en 1979.